# キットカーソン郡 (コロラド州)

コロラド州内の位置

キットカーソン郡（Kit Carson County）は、アメリカ合衆国コロラド州に位置する郡である。人口は7,087人（2020年）。郡庁所在地はバーリントンである。

## 地理
アメリカ合衆国統計局によると、この郡は総面積5,598 km2 (2,162 mi2) である。このうち5,597 km2 (2,161 mi2) が陸地で2 km2 (1 mi2) が水地域である。総面積の0.03%が水地域となっている。

### 隣接する郡
- ワシントン郡 (コロラド州) - (北 1)
- ユマ郡 (コロラド州) - (北 2)
- シャイアン郡 (コロラド州) - (南)
- リンカーン郡 (コロラド州) - (西)

## 人口動勢
2000年国勢調査で、この郡は人口8,011人、2,990世帯、及び2,081家族が暮らしている。人口密度は0/km2 (4/mi2) である。1/km2 (2/mi2) の平均的な密度に3,430軒の住宅が建っている。この郡の人種的な構成は白人87.28%、アフリカン・アメリカン1.74%、先住民0.51%、アジア0.32%、太平洋諸島系0.04%、その他の人種9.20%、及び混血0.91%である。この人口の13.67%はヒスパニックまたはラテン系である。
この郡内の住民は26.70%が18歳未満の未成年、18歳以上24歳以下が7.50%、25歳以上44歳以下が29.00%、45歳以上64歳以下が22.20%、及び65歳以上が14.60%にわたっている。中央値年齢は37歳である。女性100人ごとに対して男性は112.20人である。18歳以上の女性100人ごとに対して男性は112.10人である。
この郡の世帯ごとの平均的な収入は33,152米ドルであり、家族ごとの平均的な収入は41,867米ドルである。男性は28,700米ドルに対して女性は19,978米ドルの平均的な収入がある。この郡の一人当たりの収入 (per capita income) は16,964米ドルである。人口の12.10%及び家族の9.40%は貧困線以下である。全人口のうち18歳未満の16.60%及び65歳以上の11.10%は貧困線以下の生活を送っている。

## 都市及び町
- バーリントン (Burlington)
- Bethune
- Flagler
- Seibert
- Stratton
- Vona